# 326
Năm 326 là một năm trong lịch Julius.